# Vuelta a Costa Rica 2018
La 54.ª edición de la competición ciclista Vuelta a Costa Rica (oficialmente: Vuelta Internacional a Costa Rica 2018) se celebró del 16 al 25 de diciembre del 2018, inició en la ciudad de San José en la provincia del San José y finalizó en la ciudad de Heredia en la provincia de Heredia. El recorrido constó de un total de 10 etapas sobre una distancia de 1227,06 km.
Como antesala de este evento hubo dos eventos puntuables en el ranking: el Gran Premio FECOCI el 12 de diciembre y un día después el Gran Premio Comité Olímpico Nacional.
Dos Grandes Premios los cuales tuvieron puntos clasificatorios para los países de cara a los Juegos Olímpicos. Las etapas de los Grandes Premios fueron Esparza- Upala el día 12 para un total de 145 km y el segundo Gran Premio será el 13 con el trazado Upala – Puntarenas 152 km
La carrera formó parte del UCI America Tour 2019 bajo la categoría 2.2 y fue la quinta competición de este Circuito Continental UCI para la temporada 2019. El vencedor final fue el costarricense Bryan Salas del Nestlé 7C CBZ Giant. Lo acompañaron en el podio, como segundo y tercer clasificado respectivamente, el también costarricense y compañero de equipo Daniel Bonilla y el colombiano Diego Cano del Bicicletas Strongman Colombia Coldeportes.

## Equipos participantes
Tomaron la partida un total de catorce equipos, de los cuales dos son de categoría Continental, 10 amateurs y dos selecciones nacionales, quienes conformaron un pelotón de 105 ciclistas de los cuales terminaron 79. Los equipos participantes fueron:
| Equipos continentales (2)- Canel's-Specialized - Bicicletas Strongman Equipo nacional- Rusia Equipos regionales y de clubes (7)- Nestlé 7C CBZ Giant - Ópticas Deluxe-Ninossport - El Lagar Lufese - Parabrisas Morales - El Colono - BCT-Santa Ana-Ficenca - Cable Pacayas Ciclos Corea |
| |

## Recorrido
| Etapa      | Fecha     | Recorrido                              | type                   | Distancia (km) | Ganador                | Líder          |
| ---------- | --------- | -------------------------------------- | ---------------------- | -------------- | ---------------------- | -------------- |
| 1.ª etapa  | 16 de dic | Pavas – Cañas                          | etapa escarpada        | 173,09         | Maxim Piskunov         | Maxim Piskunov |
| 2.ª etapa  | 17 de dic | Cañas – La Cruz                        | etapa llana            | 105,8          | Efrén Santos           | Efrén Santos   |
| 3.ª etapa  | 18 de dic | La Cruz – Nicoya                       | etapa llana            | 136,93         | Artur Yershov          | Efrén Santos   |
| 4.ª etapa  | 19 de dic | Nicoya – Espíritu Santo                | etapa escarpada        | 139            | Sebastián Moya Ramírez | Diego Cano     |
| 5.ª etapa  | 20 de dic | Espíritu Santo – Grecia                | etapa de media montaña | 100,5          | Daniel Bonilla         | Diego Cano     |
| 6.ª etapa  | 21 de dic | Paraíso – Paraíso                      | etapa escarpada        | 96,4           | Román Villalobos       | Diego Cano     |
| 7.ª etapa  | 22 de dic | Guápiles – Cerro Zurquí                | etapa de media montaña | 124,74         | Román Villalobos       | Diego Cano     |
| 8.ª etapa  | 23 de dic | San José – Cantón de Pérez Zeledón     | etapa de montaña       | 127,3          | Jonathan Cañaveral     | Diego Cano     |
| 9.ª etapa  | 24 de dic | Cantón de Pérez Zeledón – Llano Grande | etapa de montaña       | 124,3          | Óscar Quiroz           | Brian Salas    |
| 10.ª etapa | 25 de dic | Heredia – Heredia                      | etapa llana            | 99             | Aristóbulo Cala        | Brian Salas    |

## Clasificaciones finales
Las clasificaciones finalizaron de la siguiente forma:

### Clasificación general
| \| Clasificación general \| Clasificación general \| Clasificación general \| Clasificación general \| Clasificación general \| \| Ciclista \| Ciclista \| Equipo \| Tiempo \| \| \| --------------------- \| --------------------- \| -------------------------------- \| --------------------- \| --------------------- \| \| 1.º \| Brian Salas \| \| 32 h 54 min 12 s \| \| \| 2.º \| Daniel Bonilla \| Scotiabank-Nestlé-Métrica-Giant \| + 1 min 23 s \| \| \| 3.º \| Diego Cano \| Bicicletas Strongman Coldeportes \| + 2 min 27 s \| \| \| 4.º \| Jonathan Cañaveral \| Bicicletas Strongman Coldeportes \| + 2 min 53 s \| \| \| 5.º \| Pablo Alarcón \| Canel's-Specialized \| + 7 min 11 s \| \| \| 6.º \| Óscar Quiroz \| Bicicletas Strongman Coldeportes \| + 12 min 23 s \| \| \| 7.º \| Eduardo Corte \| Canel's-Specialized \| + 13 min 42 s \| \| \| 8.º \| Joseph Chavarría \| Nestlé 7C CBZ Giant \| + 21 min 45 s \| \| \| 9.º \| Elías Vega \| \| + 26 min 03 s \| \| \| 10.º \| Aristóbulo Cala \| Bicicletas Strongman Coldeportes \| + 26 min 30 s \| \| |                    |                                  |                  |
| |                    |                                  |                  |
| Fuente: ProCyclingStats |                    |                                  |                  |
| Clasificación general |                    |                                  |                  |
| Ciclista | Ciclista           | Equipo                           | Tiempo           |
| 1.º | Brian Salas        |                                  | 32 h 54 min 12 s |
| 2.º | Daniel Bonilla     | Scotiabank-Nestlé-Métrica-Giant  | + 1 min 23 s     |
| 3.º | Diego Cano         | Bicicletas Strongman Coldeportes | + 2 min 27 s     |
| 4.º | Jonathan Cañaveral | Bicicletas Strongman Coldeportes | + 2 min 53 s     |
| 5.º | Pablo Alarcón      | Canel's-Specialized              | + 7 min 11 s     |
| 6.º | Óscar Quiroz       | Bicicletas Strongman Coldeportes | + 12 min 23 s    |
| 7.º | Eduardo Corte      | Canel's-Specialized              | + 13 min 42 s    |
| 8.º | Joseph Chavarría   | Nestlé 7C CBZ Giant              | + 21 min 45 s    |
| 9.º | Elías Vega         |                                  | + 26 min 03 s    |
| 10.º | Aristóbulo Cala    | Bicicletas Strongman Coldeportes | + 26 min 30 s    |

### Clasificación por puntos
| Clasificación por puntos | Clasificación por puntos | Clasificación por puntos         | Clasificación por puntos | Clasificación por puntos |
| Ciclista                 | Ciclista                 | Equipo                           | Puntos                   |                          |
| ------------------------ | ------------------------ | -------------------------------- | ------------------------ | ------------------------ |
| 1.º                      | Román Villalobos         | Canel's-Specialized              | 111 pts                  |                          |
| 2.º                      | Diego Cano               | Bicicletas Strongman Coldeportes | 105 pts                  |                          |
| 3.º                      | Sebastián Moya Ramírez   | Team Costafrut Roes BH Vagar     | 101 pts                  |                          |
| 4.º                      | Brian Salas              |                                  | 100 pts                  |                          |
| 5.º                      | Óscar Quiroz             | Bicicletas Strongman Coldeportes | 96 pts                   |                          |
| 6.º                      | Pablo Alarcón            | Canel's-Specialized              | 93 pts                   |                          |
| 7.º                      | Daniel Bonilla           | Scotiabank-Nestlé-Métrica-Giant  | 87 pts                   |                          |
| 8.º                      | Jonathan Cañaveral       | Bicicletas Strongman Coldeportes | 83 pts                   |                          |
| 9.º                      | Joseph Chavarría         | Nestlé 7C CBZ Giant              | 61 pts                   |                          |
| 10.º                     | Aristóbulo Cala          | Bicicletas Strongman Coldeportes | 60 pts                   |                          |

### Clasificación de la montaña
| Clasificación de la montaña | Clasificación de la montaña | Clasificación de la montaña      | Clasificación de la montaña | Clasificación de la montaña |
| Ciclista                    | Ciclista                    | Equipo                           | Puntos                      |                             |
| --------------------------- | --------------------------- | -------------------------------- | --------------------------- | --------------------------- |
| 1.º                         | Román Villalobos            | Canel's-Specialized              | 47 pts                      |                             |
| 2.º                         | Joseph Chavarría            | Nestlé 7C CBZ Giant              | 39 pts                      |                             |
| 3.º                         | Brian Salas                 |                                  | 29 pts                      |                             |
| 4.º                         | Sebastián Moya Ramírez      | Team Costafrut Roes BH Vagar     | 18 pts                      |                             |
| 5.º                         | Óscar Quiroz                | Bicicletas Strongman Coldeportes | 17 pts                      |                             |
| 6.º                         | Sergio Arias                |                                  | 14 pts                      |                             |
| 7.º                         | Daniel Bonilla              | Scotiabank-Nestlé-Métrica-Giant  | 12 pts                      |                             |
| 8.º                         | Jonathan Cañaveral          | Bicicletas Strongman Coldeportes | 11 pts                      |                             |
| 9.º                         | Óscar Eduardo Sánchez       | Canel's-Specialized              | 10 pts                      |                             |
| 10.º                        | Diego Cano                  | Bicicletas Strongman Coldeportes | 10 pts                      |                             |

### Clasificación de las metas volantes
| Clasificación de las metas volantes | Clasificación de las metas volantes | Clasificación de las metas volantes | Clasificación de las metas volantes | Clasificación de las metas volantes |
| Ciclista                            | Ciclista                            | Equipo                              | Puntos                              |                                     |
| ----------------------------------- | ----------------------------------- | ----------------------------------- | ----------------------------------- | ----------------------------------- |
| 1.º                                 | Julio Padilla                       |                                     | 33 pts                              |                                     |
| 2.º                                 | Ricardo Paredes                     |                                     | 32 pts                              |                                     |
| 3.º                                 | Daniel Jara                         |                                     | 22 pts                              |                                     |
| 4.º                                 | Óscar Quiroz                        | Bicicletas Strongman Coldeportes    | 13 pts                              |                                     |
| 5.º                                 | Aristóbulo Cala                     | Bicicletas Strongman Coldeportes    | 11 pts                              |                                     |
| 6.º                                 | Pablo Alarcón                       | Canel's-Specialized                 | 7 pts                               |                                     |
| 7.º                                 | Óscar Serech                        |                                     | 7 pts                               |                                     |
| 8.º                                 | Grant Koontz                        |                                     | 5 pts                               |                                     |
| 9.º                                 | Brian Salas                         |                                     | 5 pts                               |                                     |
| 10.º                                | Rafael López                        |                                     | 5 pts                               |                                     |

### Clasificación sub-23
| Clasificación sub-23 | Clasificación sub-23   | Clasificación sub-23             | Clasificación sub-23 | Clasificación sub-23 |
| Ciclista             | Ciclista               | Equipo                           | Tiempo               |                      |
| -------------------- | ---------------------- | -------------------------------- | -------------------- | -------------------- |
| 1.º                  | Jonathan Cañaveral     | Bicicletas Strongman Coldeportes | 32 h 57 min 05 s     |                      |
| 2.º                  | Sebastián Moya Ramírez | Team Costafrut Roes BH Vagar     | + 37 min 38 s        |                      |
| 3.º                  | Sergio Arias           |                                  | + 50 min 31 s        |                      |
| 4.º                  | Brayan Hernández       | Bicicletas Strongman Coldeportes | + 53 min 58 s        |                      |
| 5.º                  | Vladislav Kulikov      | Gazprom-RusVelo                  | + 1 h 16 min 28 s    |                      |
| 6.º                  | Daniel Jara            |                                  | + 1 h 18 min 33 s    |                      |
| 7.º                  | Óscar Serech           |                                  | + 1 h 21 min 48 s    |                      |
| 8.º                  | José Canastuj          |                                  | + 1 h 22 min 09 s    |                      |
| 9.º                  | Luis Felipe Mora       |                                  | + 1 h 25 min 10 s    |                      |
| 10.º                 | John Jimenez           |                                  | + 1 h 27 min 33 s    |                      |

### Clasificación por equipos
| Clasificación por equipos | Clasificación por equipos | Clasificación por equipos | Clasificación por equipos |
| Equipo                    | Equipo                    | Tiempo                    |                           |
| ------------------------- | ------------------------- | ------------------------- | ------------------------- |
| 1.º                       | Bicicletas Strongman      | 98 h 35 min 39 s          |                           |
| 2.º                       | Nestlé 7C CBZ Giant       | + 9 min 48 s              |                           |
| 3.º                       | Canel's-Specialized       | + 2 h 25 min 31 s         |                           |

## Evolución de las clasificaciones
| Etapa                   | Ganador de etapa        | Clasificación general | Clasificación por puntos | Clasificación de la montaña | Clasificación de las metas volantes | Clasificación de los jóvenes | Clasificación por equipos |
| ----------------------- | ----------------------- | --------------------- | ------------------------ | --------------------------- | ----------------------------------- | ---------------------------- | ------------------------- |
| 1.ª                     | Maxim Piskunov          | Maxim Piskunov        | Maxim Piskunov           | Román Villalobos            | Maxim Piskunov                      | Maxim Piskunov               | Bicicletas Strongman      |
| 2.ª                     | Efrén Santos            | Efrén Santos          | Diego Cano               | Román Villalobos            | Daniel Jara                         | Jonathan Cañaveral           | Nestlé 7C CBZ Giant       |
| 3.ª                     | Artur Yershov           | Efrén Santos          | Diego Cano               | Román Villalobos            | Ricardo Paredes                     | Jonathan Cañaveral           | Nestlé 7C CBZ Giant       |
| 4.ª                     | Sebastián Moya          | Diego Cano            | Sebastián Moya           | Román Villalobos            | Ricardo Paredes                     | Jonathan Cañaveral           | Bicicletas Strongman      |
| 5.ª                     | Daniel Bonilla          | Diego Cano            | Sebastián Moya           | Román Villalobos            | Ricardo Paredes                     | Jonathan Cañaveral           | Nestlé 7C CBZ Giant       |
| 6.ª                     | Román Villalobos        | Diego Cano            | Sebastián Moya           | Román Villalobos            | Ricardo Paredes                     | Jonathan Cañaveral           | Nestlé 7C CBZ Giant       |
| 7.ª                     | Román Villalobos        | Diego Cano            | Sebastián Moya           | Román Villalobos            | Ricardo Paredes                     | Jonathan Cañaveral           | Nestlé 7C CBZ Giant       |
| 8.ª                     | Jonathan Cañaveral      | Diego Cano            | Diego Cano               | Román Villalobos            | Julio Padilla                       | Jonathan Cañaveral           | Nestlé 7C CBZ Giant       |
| 9.ª                     | Óscar Quiroz            | Bryan Salas           | Román Villalobos         | Román Villalobos            | Julio Padilla                       | Jonathan Cañaveral           | Bicicletas Strongman      |
| 10.ª                    | Aristóbulo Cala         | Bryan Salas           | Román Villalobos         | Román Villalobos            | Julio Padilla                       | Jonathan Cañaveral           | Bicicletas Strongman      |
| Clasificaciones finales | Clasificaciones finales | Bryan Salas           | Román Villalobos         | Román Villalobos            | Julio Padilla                       | Jonathan Cañaveral           | Bicicletas Strongman      |